# David Babunski
David Babunski (* 1. März 1994 in Skopje) ist ein nordmazedonischer Fußballspieler.

## Karriere

### Im Verein
Babunski spielte seit 2006 in der Jugendabteilung des FC Barcelona. Ab der Saison 2013/14 gehört er offiziell der B-Mannschaft des Vereins an. Sein Vertrag bei den Katalanen läuft bis 2015. Am 24. August 2013 debütierte er in der Segunda División, als er beim 2:1-Erfolg über CD Lugo als Einwechselspieler in die Partie kam.
Am 28. Januar 2016 wechselte Babunski zum serbischen Erstligisten Roter Stern Belgrad. Ein Jahr später ging er nach Japan zu den Yokohama F. Marinos in die J1 League. Danach spielte er beim Zweitligisten Ōmiya Ardija. Ab 2020 spielte er in Rumänien für den FC Botoșani und FC Viitorul Constanța. 2021 folgten die Vereine Debreceni Vasutas SC und Mezőkövesd-Zsóry SE in Ungarn, bevor Babunski im Jahr 2024 nach Schottland zu Dundee United wechselte.

### In der Nationalmannschaft
Babunski verzeichnet Einsätze für die U-17-, U-19- und U-21-Auswahl Mazedoniens. Sein erstes Länderspiel für die A-Mannschaft absolvierte er am 14. August 2013 beim Freundschaftsspiel gegen Bulgarien. In der Qualifikation für die WM 2014 bestritt Babunski zwei Spiele für die mazedonische Nationalmannschaft, die in der Gruppe A den letzten Platz belegte.

## Erfolge
- Serbischer Meister: 2016

## Familie
Er ist der Sohn des ehemaligen mazedonischen Fußballnationalspielers Boban Babunski, der von 2009 bis 2014 die U-21-Auswahl Mazedoniens trainierte. Sein zwei Jahre jüngerer Bruder Dorian ist ebenfalls Fußballspieler und spielt in Japan beim Zweitligisten FC Machida Zelvia.